# Lolo (співачка)
Лорен Притчард (англ. Lauren Pritchard; народилась 27 грудня, 1987), відома за псевдонімом LOLO, американська співачка, авторка пісень і акторка, найбільш відома пісня "Miss Jackson" та її сингли "Not The Drinking", "Not Gonna Let You Walk Away" та "Shine". В 2016, вона обновила свій  другий альбом In Loving Memory of When I Gave a Shit. Лорен згадує Біллі Джоела, Джоні Мітчелла, Al Green та Candi Staton які дуже вплинули на її музику.

## Життя і Кар'єра
Народилася і виросла у Джексоні, штат Теннессі. Лорен почала писати пісні ще з 14 років. Вона переїхала до Лос-Анджелесу у 16 років, де жила з Ліза-Марі Преслі і намагалась стати співачкою у регі гурті. Врешті-решт вона стала музичною актрисою, граючи роль 15-річного вигнанця "Ільзе" на бродвейському шоу "Spring Awakening" протягом двох років.
Лорен пізніше оселилася у Великій Британії та підписала контракт з Universal/Island Records. У серпні 2010 року вона випустила сингл "Painkillers", і ця пісня також була випущена реміксом з репером Талібом Квелі. Дебютний альбом "Wasted in Jackson", написаний та випущений з Eg White, був випущений в цифровій формі 25 жовтня 2010 року та дебютував 84 номером у чартах у Великій Британії. Також планувався випуск в США 22 лютого 2011 року.
У 2013, Лорен взяла псевдонім LOLO та підписала контракт з DCD2 Records. Також у 2013 році вона почала відкриття поп-рок-групи Panic! at the Disco. Вона й зараз проводить живі концерти та тури з гуртом. 

## Дискографія

### Альбоми
- Wasted in Jackson (2010)
- In Loving Memory of When I Gave a Shit (2016)

### Розширені сінгли
- Comeback Queen EP (2015)

### Сінгли
- "When the Night Kills the Day" (2010)
- "Painkillers" (2010)
- "Not the Drinking" (2010)
- "Stuck" (2011)
- "Weapon for Saturday" (2013)
- "Heard It from a Friend" (2013)
- "Year Round Summer of Love" (2013)
- "Gangsters" (2014)
- "Hit and Run" (2014)
- "I Don’t Wanna Have to Lie" (2015)
- "Shine" (2016)
- "Not Gonna Let You Walk Away" (2016)

### Рекламні сінгли
- "The Devil's Gone To Dinner" (2016)
- "The Courtyard" (2016)
- "Heard It From A Friend" (2016)

### Улюблене
- "Miss Jackson" (2013) – Panic! at the Disco
- "Headphones" (2014)
- "WAIT" (2014) – Lemaitre
- "Centuries" (2014) – Fall Out Boy
- "Cure Me" (2014)
- "Boomerang" (2014)

### Інші Релізи
- "Not Gonna Let You Walk Away (Теннеський мікс)" (2016)

## Інші Посилання
- Офіційний сайт